# Jürgen Zichnowitz
Jürgen Zichnowitz (* 6. März 1951 in Neumünster) ist deutscher Autor von Reiseliteratur.

## Leben
Zichnowitz besuchte die Holstenschule in Neumünster und studierte Volkswirtschaftslehre, arbeitete bei der Zeitschrift Der Feinschmecker und war später für ein Wein-Magazin als Redakteur tätig. Er publizierte einen Reiseführer über Südfrankreich und Bildbänder über deutsche Weine, die Provence und die Côte d’Azur. Heute schreibt er für mehrere Gourmet-Zeitschriften Reportagen über Kulinarik.
Zichnowitz hat zwei Töchter und lebt mit seiner Frau im südfranzösischen Agde.

## Veröffentlichungen
- mit Meinhard Meuche-Mäker (Hrsg.): Südfrankreich. Ein Reisebuch. VSA, Hamburg 1991, ISBN 978-3-87975-548-6.
- mit Ingo Swoboda, Mirko Milovanovic: Zeit für deutsche Weine: Die schönsten Reiseziele zum Genießen. Bruckmann, München 2009, ISBN 978-3-7654-4865-2.
- Highlights Provence mit Côte d'Azur. Die 50 Ziele, die Sie gesehen haben sollten. Bruckmann, München 2017, ISBN 978-3-7343-1030-0.
- mit Silke Heller-Jung: Highlights Bretagne und Atlantikküste. Die 50 Ziele, die Sie gesehen haben sollten. Bruckmann, München 2018, ISBN 978-3-7343-1032-4.
- ADAC Reiseführer Côte d'Azur: Der Kompakte mit den ADAC Top Tipps und cleveren Klappkarten. Gräfe und Unzer, München 2019, ISBN 978-3-95689-272-1.
- mit Thomas Migge, Klaus Viedebantt et al.: Die schönsten Inseln der Welt. Bruckmann, München 2019, ISBN 978-3-7343-1149-9.